# Capnia lacustra
Capnia lacustra är en bäcksländeart som beskrevs av Jewett 1965. Capnia lacustra ingår i släktet Capnia och familjen småbäcksländor. Inga underarter finns listade i Catalogue of Life.